# Porträtt med äpplen
Porträtt med äpplen (tyska: Porträt mit Äpfeln) är en oljemålning av den tyske expressionistiske konstnären August Macke. Den målades 1909 och ingår sedan 1965 i Städtische Galerie im Lenbachhauss samlingar i München. 
Porträttet visar Elisabeth Macke (1888–1978), konstnärens hustru och favoritmodell. Det unga paret gifte sig 1909 och flyttade samma år till Tegernsee där detta porträtt tillkom. Vid tillfället var Elisabeth gravid; året därpå föddes sonen Walter. Målningen är ett av Mackes tidiga mästerverk, två år senare skulle han vara en av förgrundsgestalterna i Der Blaue Reiters utställningar. 
Porträtt med äpplen ställdes ut i Sonderbundsutställningen i Köln 1912 där den inköptes av Elisabeths farbror Bernhard Koehler. Hans son med samma namn donerade en stor del av faderns konstsamling till Städtische Galerie im Lenbachhaus 1965.